# 백암온천
백암온천(白巖溫泉)은 경상북도 울진군 온정면 온정리에 위치한 경상북도의 온천이다. 인근 온정시외버스터미널이 위치해 있으며 한화의 리조트가 위치해 있는 온천이다. 수온은 섭씨 53도 정도이다.
신라 시대 사슴을 쫓던 한 사냥꾼이 창에 맞은 사슴을 쫓다가 날이 저물어 그 이튿날 다시 사슴의 행방을 찾다가 그 부근을 헤매던 사슴이 상처를 치유하여 도망가는 곳을 보고 사슴이 있던 곳을 살피다가 뜨거운 물이 나오는 샘을 발견하였다는 곳으로, 훗날 백암사 스님들이 목욕할 수 있게 욕탕을 수축하고 병자들을 목욕시켰더니 그 효험이 현저했다는 이야기가 전해내려 온다. 고려 명종 때 현령이 백성을 동원해 거대한 화강암으로 욕탕을 만들었다는 이야기도 전해내려 온다.

## 연혁
- 1979년 날짜 미상: 국민관광지 지정
- 1997년 날짜 미상: 관광특구 지정